# A LONG VACATION VOX
『A LONG VACATION VOX』（ア・ロング・バケイション・ヴォックス）は、2021年3月21日に発売された、大滝詠一のアルバム『A LONG VACATION』のボックス・セット。

## 解説
2011年に発売された『A LONG VACATION 30th Edition』の制作を終えた時点で大滝詠一は、『A LONG VACATION』を現在有効なすべての再生メディアに対応するように製品化することを決定していた。周年リリースを続ける中で、大滝詠一はいつも『CDっていつ終わるんだろう』ということを想定していたという。だから20周年の時には『30周年の時はもうCDはないだろう。メディアとしてのCDは、ある種使命を終えて次の新しいメディアになっているんじゃないの?』という期待感は常にあった。でも結局30周年を迎えてもCDは残っていて『どうもこの調子だと、40周年の時もCDあるかもしれないね』ということは言っていて、『40周年はとにかくその時代に存在しているオールメディアでリリースをしたい』という構想を、40周年に向けて残していたという。
40周年盤の音作り作業を始めるにあたって、これまでのナイアガラ作品のリマスタリングを担当してきた内藤哲也によれば、まず、マスターとなるアナログ・テープをデジタル化するADコンバーターの選定からスタートしたという。自分が最適だと思ったコンバーターで作った音を関係者の方々に聴いてもらい、これはいけるかもねとお墨付きをもらってから進められた。20周年盤も30周年盤も、まず行なったのはコンバーター選びだったので今回も、同じ手順をたどったという。コンバーターの性能は、20周年盤、30周年盤のときと比べて性能面は全然違っていて、特性的には向上しているが、でもそれが楽曲と合うかどうかというのはまた別の問題で、向上したおかげで細かい音はわかりやすくなったと思うという。特に演奏の繊細なニュアンスは出るようになったが、それが楽曲を聴かせる上で必要な要素かと言われるとまた少し違うが、聴こえるようになったのは確かだという。
ディスク1は、新たなマスター・テープからリマスターされた2021年版最新音源を使用した“40th Anniversary Edition”。新たなマスター・テープの選定について内藤哲也によれば、「マスター・テープが何種類もあるんで、そのなかから適したものを選ぶわけですが、再生し過ぎてテープ自体がくたびれているものもあるんです。ですので、なるべく劣化が少ないものを探しました。オリジナルが最も状態が良いとは限らないんです。経年劣化の関係でコピーのほうがオリジナルより状態が良い場合もある。とは言え、コピーのコピーはさすがに音が劣化してしまうので、今後50周年盤を作るとしたら、デジタル化されたマスターテープが採用されることもあるかもしれないですね」という。
ディスク2『Road to A LONG VACATION』は、『A LONG VACATION』に関連する楽曲について大滝詠一がDJスタイルで紹介するという内容。2011年に200名を招待して、乃木坂ソニーで開催されたアルバム購入者イベント「『A LONG VACATION』30周年祝賀パーティー」で披露された音源の初CD化。内容は大滝詠一自身によるデモ・テープ音源が9曲。そのうち8曲は仮ヴォーカルとアコースティック・ギターによるもので、曲によってはリズム・ボックスも入っている。それ以外は他のアーティストに提供した楽曲とCM楽曲などで、それらを大滝詠一がほぼ時系列で説明している。2011年の30周年の時、40周年の時はこれをボーナス・ディスクにとの、大滝詠一本人の“ディレクション”が基本になっているという。
ディスク3『A LONG VACATION SESSIONS』には、1980年4月18日から8月27日までに録音された音源がレコーディング順に収録されている。『A LONG VACATION』全曲の別ヴァージョンと、同時期に録音していたCMソングなどの、いわゆる“アウト・テイク”と呼ばれる初出音源を聴くことが出来る。『A LONG VACATION』収録曲については、『A LONG VACATION 30th Edition』のディスク2と聴き比べると違いがよく分かる。
ディスク4『A LONG VACATION RARITIES』は、『A LONG VACATION』に関連する未発表音源集。
ディスク5のBlu-ray Audio収録の『A LONG VACATION 40th Anniversary Edition』の5.1chサラウンド音源は、映画『私をくいとめて』で「君は天然色」が使われることになり、せっかくだから5.1chサラウンド・ミックスを作って提供しよう、ということになったことが、制作のきっかけだったという。そこから、1曲やるならと、アルバム10曲で制作することに展開していった。アナログの24チャンネル・マルチトラック・テープの状態は良好で、それをプロ・トゥールズに取り込み、プロ・トゥールズ内でリミックスが行われた。エンジニアの内藤哲也は、オリジナルのステレオ・ミックスで使われたエコー・マシーンなどは使えないが、元のイメージに近づけるように意識し作業にあたったという。『A LONG VACATION 40th Anniversary Edition』ハイレゾ・リマスタリング音源は、40周年盤と音の作り方が少し変えられていて、奥行きがあったり高音域が伸びていたりといったハイレゾ感を少しだけ感じられるように、隠し味程度に手が加えれているという。内藤哲也は、「ハイレゾ盤はハイレゾっぽく聴いていただきたいし、40周年盤はリマスターの良さで聴いてもらえるようにベストを尽くしました」としている。さらに、「最初にハイレゾの音源を作って、その音源をダウンコンバートしてリマスターCDに流用するやり方もあるんですが、今回はまずCD用にアナログテープから40周年盤の音源を作って、ハイレゾ盤の音源を作る際にもう一度アナログ・テープから音源を起こしたんです。今回選んだコンバーターの性能も含めて、40周年盤とハイレゾ盤の差異をどう聴かせようかと考えたときに、音源を起こし直してそれぞれの音の特性をいかせるように、ほんの少しだけいじった感じです。ハイレゾ盤は、ハイレゾらしい高品位なサウンドが実感できるように、40周年盤は、『CDってこんな良い音が出せるんだ!』と驚かれるくらいの音を追求しました。いろんなフォーマットで出しても、それぞれの音が聴いたときに違っていないと面白くない。でも、あくまで同じアルバム、作品なので、違いすぎても駄目なんですよね。そのさじ加減が難しかったです」とも話している。『Sing A LONG VACATION + Fiord 7』ハイレゾ・リマスタリング音源は、1981年にリリースされた『Sing A LONG VACATION』に、“Fiord 7”名義でシングル発売された「哀愁のさらばシベリア鉄道」2曲と、3曲の未発表音源が追加された“Complete Sing A LONG VACATION”とも呼べる内容となっている。『A LONG VACATION TRACKS and More』のハイレゾ・リマスタリング音源は、『A LONG VACATION 30th Edition』のディスク2収録の「A LONG VACATION TRACKS」に初披露となる3曲が追加され、こちらも“Complete A LONG VACATION TRACKS”といった内容となっている。
本ボックスに収められたアナログ盤は、12インチ45回転2枚組。ソニー・ミュージックスタジオで堀内寿哉によってカッティングされた。180グラムの重量盤。もうひとつ単独製品として発売された12インチ33回転盤。こちらはイギリス、ロンドンのメトロポリス・マスタリングでティム・ヤングによるハーフスピード・カッティングで制作されている。これも180グラムの重量盤。使用されたのはどちらも、今回の40周年用に制作された96kHz/24bitのハイレゾ音源。プレスはともにソニー・ミュージックで行われている。内藤哲也は、「商品になったときに、マスターから一番音の変化量が大きいのがアナログレコードです。アナログレコードは、商品プレスまでのあらゆる工程で変化が起こり、いろいろな表現や情報が抜け落ちてしまうんです。でも今回は、その抜け落ちる部分を補完、調整するようなマスター音源は作らずに、どちらもあえてCDの40周年盤をマスター音源として使うことにしました。補完、調整のセンスは、VOX収録の45回転は堀内寿哉さん、33回転ではティム・ヤングさん、それぞれのカッティングマンに丸投げです」という。
カセットテープ『A LONG VACATION』は、40周年盤をマスター音源にして作られており、30年前に作られていた時と同じく、今回もカセット用の音作りは特に行われていないという。カセットテープに関しては、ナローな（狭い）音のレンジ感だが、その雰囲気が今また支持されているのもわかる気がするので、CDと聴き比べたときの音の情報量の変化や、A面からB面に移るときのテープを裏返すという行為を楽しんでもらいたいという。
復刻版イラストブック『A LONG VACATION』は、1979年7月25日にCBS・ソニー出版より発行された永井博のイラストに大滝詠一が文書をつけた絵本である『A LONG VACATION artback』を帯付きで完全復刻したもの。大滝詠一は永井博が描いたリッキー・ネルソンの肖像のイラストに触発されて『A LONG VACATION』というタイトルを思いついたという。本ボックス以前にも『NIAGARA VOX』に『ALL ABOUT NIAGARA』、『NIAGARA BLACK VOX』には『Niagara Collecting Guide』という書籍がそれぞれ付属していたことを考えると、このボックスセットに絵本が同梱されるのは実に自然な成り行きである。
60ページのブックレットには、2011年2月9日に行われた大滝詠一の4万字インタビューに加え、堀内久彦による「各曲トラック・アナライズ」、柿崎景二による「デジタル・オーディオにおける音量レベルの新しい表現方法と、『君は天然色』を題材にした年代ごとの音量レベルの変遷」、録音日が一覧化された「RECORDING DIARY」、収録音源のマスター・テープやカセット・テープの写真。松本隆の直筆の歌詞の第一稿の写真、関連資料の写真など、見る者を圧倒する内容で構成されている。“ナイアガラ福袋”の中にはポスター、宣伝用パンフレット、ポストカード、ステッカーが封入されており、さらに缶バッジというおまけも付いている。

## プロモーション、マーケティング
対象商品である、ボックス・セット『A LONG VACATION VOX』、CD2枚組（初回仕様）『A LONG VACATION 40th Anniversary Edition』、アナログレコード『A LONG VACATION 40th Anniversary Edition』に封入されている応募券で締め切りまでに応募すると、抽選でA賞：プロモーションカセット『HOME GROWN PARTY Vol.3』、または、B賞：『A LONG VACATION 40th Anniversary Edition』A3サイズポスター5枚組セットがそれぞれ400名にプレゼントされるキャンペーンが実施された。
A賞のプロモーションカセットはオリジナルアルバム発売当時に制作された幻の宣伝用カセットテープを復刻したもので、大滝詠一の楽曲が完全な形で引き立つように、本作のために小林克也が制作とナレーションを担当し、絶妙に計算して編集されたオリジナル音源。本ボックスのCD Disc-4にも収録されているが、カセット本体は現在では非常に入手困難なレアアイテムとなっており、40年ぶりの“奇跡の復刻”となる（Side-Aのみの収録）。
B賞の『A LONG VACATION 40th Anniversary Edition』A3サイズポスター5枚組セットは、大滝詠一並びにアルバム『A LONG VACATION』と縁のある4人のイラストレーター&漫画家（本秀康、久米田康治、江口寿史、わたせせいぞう）による「ロンバケ」ジャケットをモチーフに描かれた4種のアルバム発売40周年記念コラボレーション・ポスター＋今回の『A LONG VACATION 40th Anniversary Edition』版ポスターをセットした《5枚組ポスターセット》。

## CD Disc-1『A LONG VACATION』
新たなマスターテープからリマスターされた2021年版最新音源を使用。
1. 君は天然色  –  (5:06)[1]
2. Velvet Motel  –  (3:45)[1]
3. カナリア諸島にて  –  (4:01)[1]
4. Pap-Pi-Doo-Bi-Doo-Ba物語  –  (3:17)[1]
5. 我が心のピンボール  –  (4:28)[1]
6. 雨のウェンズデイ  –  (4:26)[1]
7. スピーチ・バルーン  –  (3:57)[1]
8. 恋するカレン  –  (3:25)[1]
9. FUN×4  –  (3:26)[1]
10. さらばシベリア鉄道  –  (4:34)[1]

## CD Disc-2『Road to A LONG VACATION』
大滝詠一お得意のDJスタイルによる貴重音源多数収録の『A LONG VACATION』誕生秘話。
1. オープニング・トーク  –  (0:48)[1]
2. 「Let's Ondo Again / アミーゴ布谷」from『Let's Ondo Again』  –  (2:27)[1]
3. 「オシャレさん / 大滝詠一」from『NIAGARA CM SPECIAL Vol.1 2nd Issue』  –  (1:40)[1]
4. 「12月の雨の日（未発表ヴァージョン） / はっぴいえんど」  –  (5:15)[1]
5. 「愛は行方不明 (Demo Version) / 大滝詠一」  –  (1:28)[1]
6. 「愛は行方不明 / ニュー・ホリデー・ガールズ」（CBS・ソニーレコード 未発表音源）  –  (2:31)[1]
7. 「ハウス・プリン / 大場久美子」from『NIAGARA CM SPECIAL Vol.1 2nd Issue』  –  (1:29)[1]
8. 「冷たく愛して / スクール・メイツ」from『NIAGARA CM SPECIAL Vol.2』  –  (1:38)[1]
9. 「サイダー79 / 大滝詠一」from『NIAGARA CM SPECIAL Vol.1 3rd Issue』  –  (1:57)[1]
10. 「ロンリー・ティーン・エイジ・アイドル (Demo Version) / 大滝詠一」  –  (3:05)[1]
11. 「Summer Breeze (Demo Version) / 大滝詠一」  –  (3:24)[1]
12. 「海辺のジュリエット (Demo Version) / 大滝詠一」  –  (1:17)[1]
13. 「海辺のジュリエット / スラップスティック」from『スラップスティックに気をつけろ』  –  (1:48)[1]
14. 「星空のプレリュード (Demo Version) / 大滝詠一」  –  (1:34)[1]
15. 「星空のプレリュード / スラップスティック」from『Wait! Slapstick』  –  (2:28)[1]
16. 「ロンリー・ティーン・エイジ・アイドル / 西田敏行」from『風に抱かれて』  –  (2:59)[1]
17. 「大きいのが好き / EPO & シャネルズ」from『NIAGARA CM SPECIAL Vol.2』  –  (1:20)[1]
18. 「がんばれば愛 (Demo Version)  / 大滝詠一」  –  (2:16[1]
19. 「がんばれば愛 / クレージー・パーティー」  –  (2:24)[1]
20. 「あなただけI LOVE YOU / 須藤薫」from『Chef's Special』  –  (2:05)[1]
21. 「デッキ・チェア (Demo Version) / 大滝詠一」  –  (1:33)[1]
22. 「デッキ・チェア / スラップスティック」from『トロピカル』  –  (2:05)[1]
23. 「須藤薫用第2弾 (Demo Version) / 大滝詠一」  –  (2:34)[1]
24. 「君は天然色 (Track)」from『A LONG VACATION 30th Edition』  –  (1:16)[1]
25. 「カナリア諸島にて (Melody Memo) / 大滝詠一」  –  (2:52)[1]
26. 「Big John Type A〜B」from『NIAGARA CM SPECIAL Vol.1 2nd Issue』  –  (1:18)[1]
27. 「Hankyu Summer Gift / 大滝詠一」from『NIAGARA CM SPECIAL Vol.2』  –  (1:30)[1]
28. 「出前一丁 / 大滝詠一」from『NIAGARA CM SPECIAL Vol.1 2nd Issue』  –  (1:21)[1]
29. 「大関 / 大滝詠一」from『NIAGARA CM SPECIAL Vol.1 2nd Issue』  –  (1:23)[1]
30. 「さらばシベリア鉄道 / 太田裕美」  –  (3:32)[1]
31. 「カナリア諸島にて (Orchestral Track Version)」  –  (4:05)[1]
  - All Songs Music by 大瀧詠一
  - (Except M03 & 07 & 08 & 26-29 Music by 多羅尾伴内、M02 Composed by M.Appell - K.Mann、
  - M09 Composed by J.Riopelle - M.MacLeod - S.Roberds)
  - M02 & 11 & 16 & 20 Lyrics by 大瀧詠一、M03 Lyrics by 博報堂、M04 & 30 Lyrics by 松本隆、
  - M06 Lyrics by 山川啓介、M07-09 & 17-19 & 27 Lyrics by 伊藤アキラ、M13 Lyrics by 小林和子、
  - M15 & 22 Lyrics by 森雪之丞、M28 Lyrics by 伊藤アキラ - 萬年社、M29 Lyrics by 伊藤アキラ - 電通
  - 04. Licensed by URC Records / SHINKO MUSIC ENTERTAINMENT CO.,LTD.
  - 13, 15, 22. Licenced by PONY CANYON INC.
  - 19.Licensed by USM JAPAN, A UNIVERSAL MUSIC COMPANY ℗1984 UNIVERSAL MUSIC LLC
  - ℗2021 Compiled by THE NIAGARA ENTERPRISES

## CD Disc-3『A LONG VACATION SESSIONS』
初公開となるアルバム・レコーディング時の未発表音源を収録。
1. 君は天然色 (Original Basic Track) ＜Rec:1980/04/18＞  –  (5:18)[1]
2. Velvet Motel (Basic Track with Orchestral) ＜Rec:1980/04/21＞  –  (3:51)[1]
3. カナリア諸島にて (Take 1) ＜Rec:1980/04/24＞  –  (4:16)[1]
4. 悲しきWhite Harbour Cafe ＜Rec:1980/04/25＞*未発表曲  –  (5:42)[1]
5. Coney Island ＜Rec:1980/05/21＞*未発表曲  –  (5:36)[1]
  - 山口百恵に唯一曲を提供したアルバム『メビウスゲーム』収録の「哀愁のコニーアイランド」となる。
6. FUN×4 (Alternate TP Solo Version) ＜Rec:1980/05/23＞  –  (4:00)[1]
7. The Apple Of My Eye (Fast Type) ＜Rec:1980/05/26＞*未発表曲  –  (2:46)[1]
8. The Apple Of My Eye (Slow Type Take 2) ＜Rec:1980/05/26＞*未発表曲  –  (3:16)[1]
9. The Apple Of My Eye (Medium Tempo Take 2) ＜Rec:1980/05/26＞*未発表曲  –  (3:28)[1]
  - 7.～9.までが後に ビッグジョンのCMソングとなる。「The Apple Of My Eye」は歌詞の一節からとられている。

Medium Tempoが 「Big John A」でSlow Typeが「Big John B」として新たに録音し直してオンエアーされる。
1. 恋するカレン (Take 1) ＜Rec:1980/05/30＞  –  (3:40)[1]
2. Hankyu Summer Gift (Sessions Version) ＜Rec:1980/05/30＞  –  (1:10)[1]
3. スピーチ・バルーン (Rough Mix) ＜Rec:1980/06/03＞  –  (4:07)[1]
4. 雨のウェンズデイ (Early Version) ＜Rec:1980/06/05＞*未発表曲  –  (4:15)[1]
5. Pap-pi-doo-bi-doo-ba物語 (Take 1) ＜Rec:1980/08/04＞  –  (3:20)[1]
6. 我が心のピンボール (Take 1) ＜Rec:1980/08/05＞  –  (4:15)[1]
7. 雨のウェンズデイ (Take 1) ＜Rec:1980/08/11＞  –  (4:20)[1]
8. NIAGARA CM SPECIAL (Take 1~14) ＜Rec:1980/08/11＞  –  (2:43)[1]
9. さらばシベリア鉄道 (Rough Mix) ＜Rec:1980/08/14＞  –  (4:36)[1]
10. Dancing Every Night＜Rec:1980/08/18＞*未発表曲  –  (5:33)[1]
11. Demae Iccho (Sessions Version) ＜Rec:1980/08/27＞  –  (0:32)[1]
  - All Songs Composed by 大瀧詠一
  - ℗2021 THE NIAGARA ENTERPRISES

## CD Disc-4『A LONG VACATION RARITIES』
『A LONG VACATION』周辺の蔵出し音源をコンパイルした作品集。
1. HOME GROWN PARTY Vol.3 Side-A［DJ:小林克也］  –  (17:14)[1]
2. あなただけI LOVE YOU (Track)  –  (4:13)[1]
3. Stop Give Me Time To Fall In Love［Carol Conners Demo］  –  (4:44)[1]
4. Lovers Not Stranger［Carol Conners Demo］  –  (3:36)[1]
5. Believe Him And Both Of You Are Nothing But Fools［Carol Conners Demo］  –  (3:50)[1]
6. You Made Me Afraid To Try Again［Carol Conners Demo］  –  (4:35)[1]
7. Please Do It To Me Again［Carol Conners Demo］  –  (3:52)[1]
8. In Got To Take Back My Heart［Carol Conners Demo］  –  (3:20)[1]
9. いちご畑でFUN×4 (1981 Original Edit Version)［松田聖子と大滝詠一］  –  (4:52)[1]
10. さらばシベリア鉄道 (A LONG VACATION CONCERT Version) ［Duet with 太田裕美］  –  (5:11)[1]
11. 恋のハーフムーン (Track)  –  (4:18)[1]
12. ブルー・ベイビー・ブルー (Track)  –  (4:29)[1]
13. A LONG VACATION Spot Special［ナレーション：小林克也、伊武雅刀、松坂慶子、城達也］  –  (3:01)[1]
  - All Songs Composed by 松本隆 - 大瀧詠一 (Except M01「Big John」 by 多羅尾伴内 / 「Cider '77」 by 伊藤アキラ - 多羅尾伴内、M02 Lyrics by 大瀧詠一)
  - ℗2021 THE NIAGARA ENTERPRISES

## Blu-ray Audio
今まで正規リリースされていないプロダクツを含む未発表音源を収録。

### 『A LONG VACATION 40th Anniversary Edition』（5.1chサラウンド音源）
1. 君は天然色  –  (5:05)[1]
2. Velvet Motel  –  (3:46)[1]
3. カナリア諸島にて  –  (4:00)[1]
4. Pap-pi-doo-bi-doo-ba物語  –  (3:18)[1]
5. 我が心のピンボール  –  (4:28)[1]
6. 雨のウェンズデイ  –  (4:27)[1]
7. スピーチ・バルーン  –  (3:58)[1]
8. 恋するカレン  –  (3:25)[1]
9. FUN×4  –  (3:28)[1]
10. さらばシベリア鉄道  –  (4:34)[1]

### 『A LONG VACATION 40th Anniversary Edition』（ハイレゾリマスタリング音源）
1. 君は天然色  –  (5:05)[1]
2. Velvet Motel  –  (3:46)[1]
3. カナリア諸島にて  –  (4:00)[1]
4. Pap-pi-doo-bi-doo-ba物語  –  (3:18)[1]
5. 我が心のピンボール  –  (4:28)[1]
6. 雨のウェンズデイ  –  (4:27)[1]
7. スピーチ・バルーン  –  (3:58)[1]
8. 恋するカレン  –  (3:25)[1]
9. FUN×4  –  (3:28)[1]
10. さらばシベリア鉄道  –  (4:34)[1]

### 『Sing A LONG VACATION + Fiord 7』（ハイレゾリマスタリング音源）
1. 君は天然色  –  (4:40)[1]
2. Velvet Motel  –  (3:39)[1]
3. カナリア諸島にて  –  (4:00)[1]
4. Pap-pi-doo-bi-doo-ba物語  –  (3:20)[1]
5. 我が心のピンボール  –  (4:25)[1]
6. 雨のウェンズデイ  –  (4:26)[1]
7. スピーチ・バルーン  –  (3:58)[1]
8. 恋するカレン  –  (3:24)[1]
9. FUN×4  –  (3:15)[1]
10. 哀愁のさらばシベリア鉄道 Organ Version  –  (3:48)[1]
11. 哀愁のさらばシベリア鉄道 Guitar Version  –  (3:47)[1]
12. 恋するカレン（モノラル）*未発表音源  –  (2:33)[1]
13. 哀愁のさらばシベリア鉄道 Organ Version（モノラル）*未発表音源  –  (3:48)[1]
14. 哀愁のさらばシベリア鉄道 Guitar Version（モノラル）*未発表音源  –  (3:51)[1]

### 『A LONG VACATION TRACKS and More』（ハイレゾリマスタリング音源）
1. 君は天然色 [LP Version] (TRACK)*未発表音源  –  (5:04)[1]
2. Velvet Motel (TRACK)  –  (3:44)[1]
3. カナリア諸島にて [with Chorus] (TRACK)*未発表音源  –  (4:02)[1]
4. Pap-pi-doo-bi-doo-ba物語 (TRACK)  –  (3:17)[1]
5. 我が心のピンボール (TRACK)  –  (4:27)[1]
6. 雨のウェンズデイ (TRACK)  –  (4:27)[1]
7. スピーチ・バルーン (TRACK)  –  (3:58)[1]
8. 恋するカレン (TRACK)  –  (3:24)[1]
9. FUN×4 (TRACK)  –  (3:31)[1]
10. さらばシベリア鉄道 (TRACK)  –  (4:18)[1]
11. 君は天然色 [Single Version] (TRACK)  –  (4:07)[1]
12. カナリア諸島にて (TRACK)  –  (4:01)[1]
13. FUN×4 [without Chorus] (TRACK)*未発表音源  –  (3:31)[1]

## アナログレコード2枚組『A LONG VACATION』
Sony Music Studios Tokyoによる2021年版最新カッティング。重量盤12インチ、VOXのみ2枚組高音質仕様。

### Disc-1 Side-1 (A)
1. 君は天然色  –  (5:03)[1]
2. Velvet Motel  –  (3:42)[1]

### Disc-1 Side-2 (B)
1. カナリア諸島にて  –  (3:58)[1]
2. Pap-pi-doo-bi-doo-ba物語  –  (3:13)[1]
3. 我が心のピンボール  –  (4:24)[1]

### Disc-2 Side-3 (C)
1. 雨のウェンズデイ  –  (4:24)[1]
2. スピーチ・バルーン  –  (3:55)[1]

### Disc-2 Side-4 (D)
1. 恋するカレン  –  (3:23)[1]
2. FUN×4  –  (3:26)[1]
3. さらばシベリア鉄道  –  (4:34)[1]

## カセットテープ『A LONG VACATION』
2021年版最新リマスター音源を使用。

### Side 1
1. 君は天然色  –  (5:03)[1]
2. Velvet Motel  –  (3:42)[1]
3. カナリア諸島にて  –  (3:58)[1]
4. Pap-pi-doo-bi-doo-ba物語  –  (3:13)[1]
5. 我が心のピンボール  –  (4:24)[1]

### Side 2
1. 雨のウェンズデイ  –  (4:24)[1]
2. スピーチ・バルーン  –  (3:55)[1]
3. 恋するカレン  –  (3:23)[1]
4. FUN×4  –  (3:26)[1]
5. さらばシベリア鉄道  –  (4:34)[1]

## 復刻版イラストブック『A LONG VACATION』
アルバム誕生の大きなきっかけとなった、1979年CBS・ソニー出版より発行された大瀧詠一 (著) / 永井博 (イラスト)による「A LONG VACATION artback」の完全復刻。

## ブックレット
大滝詠一ロング・インタビュー原稿、柿崎景二による「君は天然色」マスタリング・レベル考察論文、関連グッズ、直筆の譜面、歌詞などの写真で構成された60Pのブックレット。

## ナイアガラ福袋
1981年の『A LONG VACATION』発売時にプロモーション用として制作されたアイテムを忠実に復刻して封入。
- アルバム発売告知ポスター (A2サイズ・ヴァージョン)
- アルバム『A LONG VACATION』ジャケットデザイン
+シングル盤「君は天然色」のイラスト
+シングル盤「さらばシベリア鉄道」イラスト使用
絵葉書セット (3枚組)
- アルバム発売記念ステッカー (絵葉書サイズ)
- 業界向けカラー版プレスシート (三つ折り)

## 缶バッジ
アルバムジャケットデザインの大型缶バッチ (53mm×53mm)。

## クレジット
| A LONG VACATION All Musicians & Staff List |

| Musicians                  |   | | |
| Guitars                    | ; | 安田“同年代”裕美、三畑卓次、笛吹利明、福山享夫、川村栄二、松下誠、松宮幹彦、吉川“二日酔ドンマイ”忠英、徳武弘文、村松“カワイ・ギター教師”邦男、鈴木“Hoseam-O”茂 | 安田“同年代”裕美、三畑卓次、笛吹利明、福山享夫、川村栄二、松下誠、松宮幹彦、吉川“二日酔ドンマイ”忠英、徳武弘文、村松“カワイ・ギター教師”邦男、鈴木“Hoseam-O”茂 |
| L.Perc                     | ; | 鳴島“クワイアットマン”英治、加藤賀行、横山達治、川瀬正人、福生福生太郎、ラリー須永、高杉登、片山茂光、川原正美、キムチ木村、金田一伴内                         | 鳴島“クワイアットマン”英治、加藤賀行、横山達治、川瀬正人、福生福生太郎、ラリー須永、高杉登、片山茂光、川原正美、キムチ木村、金田一伴内                         |
| Keyboards                  | ; | 山田“笑い上戸”英俊、山中直子、鈴木宏二、井上鑑、エルトル永田、中西康晴、安西史孝、大浜“練習熱心”和史、井川賀幸、遊眠亭主                                       | 山田“笑い上戸”英俊、山中直子、鈴木宏二、井上鑑、エルトル永田、中西康晴、安西史孝、大浜“練習熱心”和史、井川賀幸、遊眠亭主                                       |
| Synth Prog                 | ; | 松武秀樹 | 松武秀樹 |
| Drums                      | ; | 上原“ユカリ”裕、林“バラード”立夫 | 上原“ユカリ”裕、林“バラード”立夫 |
| Bass                       | ; | 金田一昌吾、長岡“ミッチ”道夫、細野“エレキ・ベース”晴臣、小泉僖美雄、荒川康男、富倉安生                                                                         | 金田一昌吾、長岡“ミッチ”道夫、細野“エレキ・ベース”晴臣、小泉僖美雄、荒川康男、富倉安生                                                                         |
| Chorus                     | ; | Voices of Each | Voices of Each |
|                            |   | シンガーズ・スリー、オシャマンベ・キャッツ、伊集加代子、ラジ                                                                                                   | |
|                            |   | Guess Who | - 「散歩しない」 - 「Church Bells May Ring」 - 「月に吠えている男」                                                                                            |
| Flute                      | ; | Jake H Conception | Jake H Conception |
| Trumpet                    | ; | 吉岡孝時 | 吉岡孝時 |
| Marimba & Timpany ; 金山功 |   | | |
| Strings                    | ; | 前田憲男、松任谷正隆 | 前田憲男、松任谷正隆 |
|                            |   | | |

| ナガナガバカンスかもねむ会員 | |
|                              | - 松本隆、石川光 (Luna City) - 川端薫、白川隆三 (CBS/SONY) - Kagamimochi 伊東、Kusomajime 深田、Kimuko 佐々木、Packman 芳川、アトム富士、GH助川、Hentai Papilapapa 大野、ショーガ焼き吉田 (Studio Staff)、笹島武、川本晴義、寺川知紀 (P.M.P)、前島洋児、大細鈴松、高木美和子 (Niagara Office) |

|                                                       |                                |
| Re-Design                                             | ; 佐藤徹 (Shumisome)           |
| Illustration                                          | ; 永井博 (Penguin)             |
| Pattern                                               | ; 湯村輝彦 (Terry)             |
| Obi-Design                                            | ; 中山泰 (Richie Young Studio) |
|                                                       |                                |
| Recorded & Mixed at CBS/SONY Roppongi; & Shinanomachi |                                |
|                                                       |                                |
| Engineer                                              | ; 吉田保                       |
| Arranger                                              | ; 多羅尾伴内                   |
| Executive Producer ; 朝妻一郎                         |                                |
| Producer                                              | ; 大瀧詠一                     |

|                        | |
| CD選書盤 Staff         | |
|                        | - 伊藤八十八 - 笠井鉄兵                                                                                  |
|                        | |
| 20th Reissue Staff     | |
|                        | - 柿崎景二 (Sony Shinanomachi : DAC2000) - 吉田保 - 塩田修 (Sony Shinanomachi) - 城田雅昭 (Niagara Room) |
| Remastered on Jan.2001 | |
|                        | Engineer : TETSUYA NAITOH                                                                                |
|                        | |
| 30th Reissue Staff     | |
|                        | - 柿崎景二 (ADA7000R) - 内藤哲也 (Sony Music Studios Tokyo) - 城田雅昭 (Director) - 笛吹銅次 (Niagara)   |

| |
| 40th Anniversary Edition Reissue Staff |
| Re-mixing Engineer : Tetsuya Naitoh (Sony Music Studios Tokyo), Nobuyuki Fujiwara |
| Assistant Engineer : Masayuki Haru · Takumi Fukui (Sony Music Studios Tokyo) |
| |
| CD & Blu-ray Mastering Engineer : Tetsuya Naitoh (Sony Music Studios Tokyo) |
| Blu-ray Authoring Engineer : Hiroshi Katada (Sony Music Studios Tokyo) |
| Vinyl Cutting Engineer : Toshiya Horiuchi (Sony Music Studios Tokyo) |
| |
| Art Direction & Design : Takashi Okada |
| Photographer : Ryotaro Horiuchi |
| Assistant Photographer : Tetsuro Yano, Mayako Horiuchi |
| Blu-ray Menu Design : Tomoko Umeda (MAZRI Inc.), Minami Hayashi |
| Product Coordinator : Ayako Uemura (Sony Music Solutions Inc.) |
| |
| Materias Provider : Hiroaki Shimura, Atsushi Tokunaga, Tsutomu Mori, Hiroya Watanabe |
| |
| A&R : Shintaro Ohta · Shinya Inoue · Eisuke Yamashita (Sony Music Labels Inc.) |
| A&R Desk : Mamiko Goto (Sony Music Labels Inc.) |
| Sales Promotion : Shigeto Asahara · Eiichiro Oshima · Kei Yamamoto · Eisuke Makita (Sony Music Marketing Inc.) |
| |
| Director : Masaaki Shirota |
| Co-Producer : Osamu Sakaguchi (The Niagara Enterprises) |
| Supervisor : Shikoh Ohtaki & Family |
| |
| Special Thanks to : Mio Onishi (Matsumoto Takashi Jimusho), Lenz Nagai, Masahiro Ishida · Mariko Nakata (Fujipachific Music), Carol Conners, Masako Sugimura (Triangle), Shinsuke Tani (FLYINGDASH), Emiko Kai (THE GARDEN), Michiyo Yamada (PAPADO), Megumi Chiba (momar office), Mai Nishihara (ROHTO Pharmaceutical), Takashi Hasegawa (Hakuhodo), Sony Music Direct, Universal Music, JVCKENWOOD Victor Entertainment, avex pictures, TBS GLOWDIA, PONY CANYON, FUJI TELEVISION, SHINKO MUSIC ENTERTAINMENT, Sound & Recording Magazine, Taro Ohashi (Dempa Publications), Nobutaka Yoda · Mutsumi Takeda (10AUGE), Tomokazu Iizumi, Saki Ito, Akiko Ohku, Risa Wataya, Hideyasu Moto, Koji Kumeta, Masahiro Hiki (Kodansha), Hisashi Eguchi, Seizo Watase · Tsuyoshi Takahara (APPLE FARM) and Takashi Matsumoto |
| |
| R.I.P Hiromi Yasuda & Yasushi Nakayama |
| |
| Produced by Eiichi Ohtaki |

## リリース日一覧
| 地域 | リリース日    | レーベル                         | 規格                 | カタログ番号 | 備考 |
| ---- | ------------- | -------------------------------- | -------------------- | ------------ | --- |
| 日本 | 2021年3月21日 | NIAGARA ⁄ Sony Music Labels Inc. | 4CD+BD+2LP+CT+グッズ | SRCL 12000~8 | 完全生産限定盤。復刻版プロモーションカセットまたはA3サイズポスター5枚組セットのプレゼント応募抽選券封入。 |